# Alpinia psilogyna
Alpinia psilogyna är en enhjärtbladig växtart som beskrevs av Ding Fang. Alpinia psilogyna ingår i släktet Alpinia och familjen Zingiberaceae. Inga underarter finns listade i Catalogue of Life.